# Eusmittia cavernae
Eusmittia cavernae är en tvåvingeart som beskrevs av Freeman 1962. Eusmittia cavernae ingår i släktet Eusmittia och familjen fjädermyggor. Inga underarter finns listade i Catalogue of Life.